# Уильям де Варенн, 1-й граф Суррей
Уильям (Гильом) I де Варенн (англ. William de Warenne, фр. Guillaume de Warenn; ум. 24 июля 1088) — англо-нормандский аристократ, 1-й граф Варенн (Суррей) в 1088 году, соратник Вильгельма Завоевателя и один из крупнейших магнатов Англии конца XI века, основатель англо-нормандского дворянского рода Вареннов.

## Происхождение
Уильям происходил из нормандского рода Вареннов. С XVIII века различные исследователи предпринимали попытку проследить происхождение семьи и её связи с герцогами Нормандии. Вероятно, что как и большинство других представителей нормандской знати род имел скандинавские корни. Владения Вареннов находились в области Пеи-де-Ко недалеко от Руана. Их центром было одноимённое поселение Варенн (фр. Varenne), располагавшееся на одноимённой реке; оно лежало в 13 милях к северу от Бельянкомбра.
Существует генеалогия, составленная нормандским хронистом Робертом де Ториньи. На её основании антикварий XVII века Уильям Камден указал, что Уильям, как и Роджер де Мортемер, родоначальник рода Мортимеров, были сыновьями Готье де Сен-Мартена. Другой антикварий, Уильям Дагдейл, на основании хроники Гильома Жюмьежского указал, что матерью Уильяма и Роджера была племянница Гунноры де Крепон, жены герцога Нормандии Ричарда I. Его предположение развил Августин Винсент, предположивший, что эта племянница была дочерью Герфаста Датчанина и, соответственно, сестрой Осберна де Крепона. Ещё один исследователь, Джон Уотсон в «Истории графов Варенн», даёт другое происхождение родоначальников Вареннов и Мортимеров: у Готье де Сен-Мартена он указывает одного сына, Уильяма де Варенна, у которого, по его мнению, от брака с дочерью Ральфа де Торта было 3 сына: Уильям де Варенн, Роджер де Мортимер и Эд.
Исследования происхождения Вареннов и Мортимеров были продолжены в XIX веке Джеймсом Планше. Проанализировав хронику Гильома Жюмьежского, он в 1868 году в работе «О генеалогии и гербах семьи Мортимер» опроверг утверждение Камдена о том, что отцом Уильяма и Роджера был Готье де Сен-Мартен, поскольку у хрониста отцом Готье показан Николас де Башервиль, муж другой племянницы Гунноры и, таким образом он мог быть двоюродным братом Мортемера. Далее исследователь привлёк хронику Ордерика Виталия, созданную во время правления Генриха I Английского. В ней Роджер и Уильям названы «кровными родственниками» (лат. Consanguineus ejus); если бы они были родными братьями (хотя бы по одному из родителей), то хронист использовал бы слово «frater». При этом указанный фрагмент Ордерика Виталия не связан с генеалогией, поэтому он, по мнению историка Кэтрин Китс-Роэн, является убедительным доказательством того, что родоначальники Мортимеров в Вареннов действительно находились в родстве.
В 1846 году Томас Стэплтон высказал предположение, что Роджер де Мортемер был братом Ральфа (Родульфа) I де Варенна, мелкого нормандского сеньора, отца Уильяма. Кроме того, он отождествил Роджера с «Роджером сыном епископа» (лат. Rogerii filii episcopi), упоминаемым в двух хартиях. Однако версия об отождествлении двух Роджеров достаточно противоречива: в «The Complete Peerage» указывается, что жена Роджера де Мортемера носит имя Авиза, в то время как жену «сына епископа» звали Ода; кроме того, детей сына епископа звали Гильом и Гуго, в то время как наследник Мортемера носил имя Ральф. Хотя не исключено, что Роджер мог быть женат дважды, но в хартии, датированной 1074 годом, Роджер, отец Гильома был уже мёртв, в то время как Роджер де Мортемер был жив ещё в 1078 году. На основании этого Л. Ллойд в 1934 году пришёл к выводу, что Роджер Мортемер и Роджер сын епископа — разные люди.
Именно Л. Ллойд, который в XX веке занимался исследованием происхождения рода Вареннов, попытался разрешить противоречия известий нормандских хроник о родственных связях родоначальников Мортимеров и Вареннов. Он пришёл к выводу, что Уильям был моложе Роджера и скорее принадлежал к следующему поколению, поэтому, на его взгляд, они вряд ли были братьями. К старшему поколению принадлежал Ральф I де Варенн, который от первого брака с Беатрис, считающейся племянницей герцогини Гуноры, имел двух сыновей — Ральфа II и Уильяма I. При этом существовала хартия, в которой матерью Ральфа II и Уильяма называли Эммой, но Ллойд её отверг, посчитав, что Эмма — имя второй жены, на которой Ральф I женился после смерти первой жены; известно, что Беатис была жива ещё в 1055 году и умерла не позже 1059 года, а Уильям I в 1066 году участвовал в битве при Гастингсе и, соответственно, не мог быть её сыном. В 1993 году Кэтрин Китс-Роэн попыталась разрешить противоречивые сведения о том, кто именно был матерью Уильяма I де Варенна: по её мнению, существовало не два Ральфа (отец и сын), а три. По версии исследовательницы Ральф I от брака с Беатрис имел двух сыновей, Ральфа II и Роджера, а у Ральфа II от брака с Эммой родились Ральф III и Уильям I. Кроме того, Китс-Роэн считает, что Беатрис могла быть сестрой Готмунда Рыжего де Васкёй и дочерью Тесселина, виконта Руана.
Доказательством родства Вареннов с нормандской герцогской семьёй является тот факт, что архиепископ Кентерберийский Ансельм наложил церковный запрет на предполагаемый брак Уильяма II де Варенна, сына Уильяма I, с незаконнорожденной дочерью английского короля Генриха I. По мнению историка К. П. Льюиса, племянницей герцогини Гунноры могла быть или мать Уильяма I, либо его бабушка по отцовской линии. Возможно, что двоюродным братом Ральфа I был Роджер, сын Ральфа (Родульфа) де Варатне, владевшим в 1040-х годах землями в районе Арка.
Известно, что у Уильяма был старший брат по имени Родульф. Кроме того, у него, возможно, была ещё сестра (её имя неизвестно), которая вышла замуж за Эрнеиса де Куланса.
| \| \| \| \| \| \| \| \| \| \| \| \| \| \| \| \| \| \| \| \| \| \| \| \| \| \| \| \| \| \| \| \| \| \| \| \| \| \| \| \| \| \| \| \| \| \| \| \| \| \| \| \| \| \| \| \| \| \| \| \| \| \| \| \| \| \| \| \| \| \| \| \| \| \| \| \| \| \| \| \| \| \| \| \| \| \| \| \| \| \| \| \| \| \| \| \| \| \| \| \| \| \| \| \| \| \| \| \| \| \| \| \| \| \| \| \| \| \| \| \| \| \| \| \| \| \| \| \| \| \| \| \| \| \| \| \| \| \| \| \| \| \| \| N \| N \| N \| N \| N \| N \| \| \| \| \| \| \| \| \| \| \| Гуннора де Крепон муж: Ричард I (933—996) герцог Нормандии \| Гуннора де Крепон муж: Ричард I (933—996) герцог Нормандии \| Гуннора де Крепон муж: Ричард I (933—996) герцог Нормандии \| Гуннора де Крепон муж: Ричард I (933—996) герцог Нормандии \| Гуннора де Крепон муж: Ричард I (933—996) герцог Нормандии \| Гуннора де Крепон муж: Ричард I (933—996) герцог Нормандии \| \| \| \| \| \| \| \| \| \| \| \| \| \| \| \| \| \| \| \| \| \| \| \| \| \| \| \| \| \| \| \| \| \| \| \| \| \| \| \| \| \| \| \| \| \| N \| N \| N \| N \| N \| N \| \| \| \| \| \| \| \| \| \| \| Гуннора де Крепон муж: Ричард I (933—996) герцог Нормандии \| Гуннора де Крепон муж: Ричард I (933—996) герцог Нормандии \| Гуннора де Крепон муж: Ричард I (933—996) герцог Нормандии \| Гуннора де Крепон муж: Ричард I (933—996) герцог Нормандии \| Гуннора де Крепон муж: Ричард I (933—996) герцог Нормандии \| Гуннора де Крепон муж: Ричард I (933—996) герцог Нормандии \| \| \| \| \| \| \| \| \| \| \| \| \| \| \| \| \| \| \| \| \| \| \| \| \| \| \| \| \| \| \| \| \| \| \| \| \| \| \| \| \| \| \| \| \| \| Ne муж: Тесселин виконт Руана \| Ne муж: Тесселин виконт Руана \| Ne муж: Тесселин виконт Руана \| Ne муж: Тесселин виконт Руана \| Ne муж: Тесселин виконт Руана \| Ne муж: Тесселин виконт Руана \| \| \| \| \| \| \| \| \| \| \| Ричард II (963—1026) герцог Нормандии \| Ричард II (963—1026) герцог Нормандии \| Ричард II (963—1026) герцог Нормандии \| Ричард II (963—1026) герцог Нормандии \| Ричард II (963—1026) герцог Нормандии \| Ричард II (963—1026) герцог Нормандии \| \| \| \| \| \| \| \| \| \| \| \| \| \| \| \| \| \| \| \| \| \| \| \| \| \| \| \| \| \| \| \| \| \| \| \| \| \| \| \| \| \| \| \| \| \| Ne муж: Тесселин виконт Руана \| Ne муж: Тесселин виконт Руана \| Ne муж: Тесселин виконт Руана \| Ne муж: Тесселин виконт Руана \| Ne муж: Тесселин виконт Руана \| Ne муж: Тесселин виконт Руана \| \| \| \| \| \| \| \| \| \| \| Ричард II (963—1026) герцог Нормандии \| Ричард II (963—1026) герцог Нормандии \| Ричард II (963—1026) герцог Нормандии \| Ричард II (963—1026) герцог Нормандии \| Ричард II (963—1026) герцог Нормандии \| Ричард II (963—1026) герцог Нормандии \| \| \| \| \| \| \| \| \| \| \| \| \| \| \| \| \| \| \| \| \| \| \| \| \| \| \| \| \| \| \| \| \| \| \| \| \| \| \| \| \| \| \| \| \| \| \| \| \| \| \| \| \| \| \| \| \| \| \| \| \| \| \| \| \| \| \| \| \| \| \| \| \| \| \| \| \| \| \| \| \| \| \| \| \| \| \| \| \| \| \| \| \| \| \| \| \| \| \| \| \| \| \| \| \| \| \| \| \| \| \| \| \| Беатрис де Васкёй муж: Ральф I де Варенн (упом. в 1035—1050) \| Беатрис де Васкёй муж: Ральф I де Варенн (упом. в 1035—1050) \| Беатрис де Васкёй муж: Ральф I де Варенн (упом. в 1035—1050) \| Беатрис де Васкёй муж: Ральф I де Варенн (упом. в 1035—1050) \| Беатрис де Васкёй муж: Ральф I де Варенн (упом. в 1035—1050) \| Беатрис де Васкёй муж: Ральф I де Варенн (упом. в 1035—1050) \| \| \| \| \| \| \| \| \| \| \| Ричард III (умер в 1027) герцог Нормандии \| Ричард III (умер в 1027) герцог Нормандии \| Ричард III (умер в 1027) герцог Нормандии \| Ричард III (умер в 1027) герцог Нормандии \| Ричард III (умер в 1027) герцог Нормандии \| Ричард III (умер в 1027) герцог Нормандии \| \| \| Роберт Дьявол (ок. 1000—1035) герцог Нормандии \| Роберт Дьявол (ок. 1000—1035) герцог Нормандии \| Роберт Дьявол (ок. 1000—1035) герцог Нормандии \| Роберт Дьявол (ок. 1000—1035) герцог Нормандии \| Роберт Дьявол (ок. 1000—1035) герцог Нормандии \| Роберт Дьявол (ок. 1000—1035) герцог Нормандии \| \| \| \| \| \| \| \| \| \| \| \| \| \| \| \| \| \| \| \| \| \| \| \| \| \| \| \| \| \| \| \| \| \| \| \| \| \| Беатрис де Васкёй муж: Ральф I де Варенн (упом. в 1035—1050) \| Беатрис де Васкёй муж: Ральф I де Варенн (упом. в 1035—1050) \| Беатрис де Васкёй муж: Ральф I де Варенн (упом. в 1035—1050) \| Беатрис де Васкёй муж: Ральф I де Варенн (упом. в 1035—1050) \| Беатрис де Васкёй муж: Ральф I де Варенн (упом. в 1035—1050) \| Беатрис де Васкёй муж: Ральф I де Варенн (упом. в 1035—1050) \| \| \| \| \| \| \| \| \| \| \| Ричард III (умер в 1027) герцог Нормандии \| Ричард III (умер в 1027) герцог Нормандии \| Ричард III (умер в 1027) герцог Нормандии \| Ричард III (умер в 1027) герцог Нормандии \| Ричард III (умер в 1027) герцог Нормандии \| Ричард III (умер в 1027) герцог Нормандии \| \| \| Роберт Дьявол (ок. 1000—1035) герцог Нормандии \| Роберт Дьявол (ок. 1000—1035) герцог Нормандии \| Роберт Дьявол (ок. 1000—1035) герцог Нормандии \| Роберт Дьявол (ок. 1000—1035) герцог Нормандии \| Роберт Дьявол (ок. 1000—1035) герцог Нормандии \| Роберт Дьявол (ок. 1000—1035) герцог Нормандии \| \| \| \| \| \| \| \| \| \| \| \| \| \| \| \| \| \| \| \| \| \| \| \| \| \| \| \| \| \| \| \| \| \| \| \| \| \| \| \| \| \| \| \| \| \| \| \| \| \| \| \| \| \| \| \| \| \| \| \| \| \| \| \| \| \| \| \| \| \| \| \| \| \| \| \| \| \| \| \| \| \| \| \| \| \| \| \| \| \| \| \| \| \| \| \| \| Ральф II де Варенн (упом. в 1053—1074) \| Ральф II де Варенн (упом. в 1053—1074) \| Ральф II де Варенн (упом. в 1053—1074) \| Ральф II де Варенн (упом. в 1053—1074) \| Ральф II де Варенн (упом. в 1053—1074) \| Ральф II де Варенн (упом. в 1053—1074) \| \| \| \| \| \| \| \| \| \| \| Роджер де Мортемер (умер около 1080) сеньор де Сен-Виктор-ан-Ко \| Роджер де Мортемер (умер около 1080) сеньор де Сен-Виктор-ан-Ко \| Роджер де Мортемер (умер около 1080) сеньор де Сен-Виктор-ан-Ко \| Роджер де Мортемер (умер около 1080) сеньор де Сен-Виктор-ан-Ко \| Роджер де Мортемер (умер около 1080) сеньор де Сен-Виктор-ан-Ко \| Роджер де Мортемер (умер около 1080) сеньор де Сен-Виктор-ан-Ко \| \| \| \| \| \| \| \| \| \| \| Вильгельм I Завоеватель (1035—1087) король Англии \| Вильгельм I Завоеватель (1035—1087) король Англии \| Вильгельм I Завоеватель (1035—1087) король Англии \| Вильгельм I Завоеватель (1035—1087) король Англии \| Вильгельм I Завоеватель (1035—1087) король Англии \| Вильгельм I Завоеватель (1035—1087) король Англии \| \| \| \| \| \| \| \| \| \| \| \| \| \| \| \| \| \| \| \| \| \| \| \| \| \| \| \| \| \| Ральф II де Варенн (упом. в 1053—1074) \| Ральф II де Варенн (упом. в 1053—1074) \| Ральф II де Варенн (упом. в 1053—1074) \| Ральф II де Варенн (упом. в 1053—1074) \| Ральф II де Варенн (упом. в 1053—1074) \| Ральф II де Варенн (упом. в 1053—1074) \| \| \| \| \| \| \| \| \| \| \| Роджер де Мортемер (умер около 1080) сеньор де Сен-Виктор-ан-Ко \| Роджер де Мортемер (умер около 1080) сеньор де Сен-Виктор-ан-Ко \| Роджер де Мортемер (умер около 1080) сеньор де Сен-Виктор-ан-Ко \| Роджер де Мортемер (умер около 1080) сеньор де Сен-Виктор-ан-Ко \| Роджер де Мортемер (умер около 1080) сеньор де Сен-Виктор-ан-Ко \| Роджер де Мортемер (умер около 1080) сеньор де Сен-Виктор-ан-Ко \| \| \| \| \| \| \| \| \| \| \| Вильгельм I Завоеватель (1035—1087) король Англии \| Вильгельм I Завоеватель (1035—1087) король Англии \| Вильгельм I Завоеватель (1035—1087) король Англии \| Вильгельм I Завоеватель (1035—1087) король Англии \| Вильгельм I Завоеватель (1035—1087) король Англии \| Вильгельм I Завоеватель (1035—1087) король Англии \| \| \| \| \| \| \| \| \| \| \| \| \| \| \| \| \| \| \| \| \| \| \| \| \| \| \| \| \| \| \| \| \| \| \| \| \| \| \| \| \| \| \| \| \| \| \| \| \| \| \| \| \| \| \| \| \| \| \| \| \| \| \| \| \| \| \| \| \| \| \| \| \| \| \| \| \| \| \| \| \| \| \| \| \| \| \| \| \| \| \| \| \| \| \| \| \| Ральф III де Варенн (упом. в 1059—1074) \| Ральф III де Варенн (упом. в 1059—1074) \| Ральф III де Варенн (упом. в 1059—1074) \| Ральф III де Варенн (упом. в 1059—1074) \| Ральф III де Варенн (упом. в 1059—1074) \| Ральф III де Варенн (упом. в 1059—1074) \| \| \| Уильям I де Варенн (умер в 1088) 1-й граф Суррей \| Уильям I де Варенн (умер в 1088) 1-й граф Суррей \| Уильям I де Варенн (умер в 1088) 1-й граф Суррей \| Уильям I де Варенн (умер в 1088) 1-й граф Суррей \| Уильям I де Варенн (умер в 1088) 1-й граф Суррей \| Уильям I де Варенн (умер в 1088) 1-й граф Суррей \| \| \| Ральф де Мортимер (умер после 1115) барон Вигмор \| Ральф де Мортимер (умер после 1115) барон Вигмор \| Ральф де Мортимер (умер после 1115) барон Вигмор \| Ральф де Мортимер (умер после 1115) барон Вигмор \| Ральф де Мортимер (умер после 1115) барон Вигмор \| Ральф де Мортимер (умер после 1115) барон Вигмор \| \| \| Роберт Куртгёз (ок. 1054—1134) герцог Нормандии \| Роберт Куртгёз (ок. 1054—1134) герцог Нормандии \| Роберт Куртгёз (ок. 1054—1134) герцог Нормандии \| Роберт Куртгёз (ок. 1054—1134) герцог Нормандии \| Роберт Куртгёз (ок. 1054—1134) герцог Нормандии \| Роберт Куртгёз (ок. 1054—1134) герцог Нормандии \| \| \| Вильгельм II Рыжий (умер в 1100) король Англии \| Вильгельм II Рыжий (умер в 1100) король Англии \| Вильгельм II Рыжий (умер в 1100) король Англии \| Вильгельм II Рыжий (умер в 1100) король Англии \| Вильгельм II Рыжий (умер в 1100) король Англии \| Вильгельм II Рыжий (умер в 1100) король Англии \| \| \| Генрих I Боклерк (1068—1135) король Англии \| Генрих I Боклерк (1068—1135) король Англии \| Генрих I Боклерк (1068—1135) король Англии \| Генрих I Боклерк (1068—1135) король Англии \| Генрих I Боклерк (1068—1135) король Англии \| Генрих I Боклерк (1068—1135) король Англии \| \| \| \| \| \| \| \| \| \| \| \| \| \| \| \| \| \| \| \| \| |                                         |                                         |                                         |                                         |                                         |  |  |                                                              |                                                              |                                                              |                                                              |                                                              |                                                              |  |  |                                                                 |                                                                 |                                                                 |                                                                 |                                                                 |                                                                 |  |  |                                                            |                                                            |                                                            |                                                            |                                                            |                                                            |  |  |                                                   |                                                   |                                                   |                                                   |                                                   |                                                   |  |  |                                            |                                            |                                            |                                            |                                            |                                            |  |  |  |  |  |  |  |  |  |  |  |  |  |  |  |  |  |  |  |  |
| |                                         |                                         |                                         |                                         |                                         |  |  |                                                              |                                                              |                                                              |                                                              |                                                              |                                                              |  |  |                                                                 |                                                                 |                                                                 |                                                                 |                                                                 |                                                                 |  |  |                                                            |                                                            |                                                            |                                                            |                                                            |                                                            |  |  |                                                   |                                                   |                                                   |                                                   |                                                   |                                                   |  |  |                                            |                                            |                                            |                                            |                                            |                                            |  |  |  |  |  |  |  |  |  |  |  |  |  |  |  |  |  |  |  |  |
| |                                         |                                         |                                         |                                         |                                         |  |  |                                                              |                                                              |                                                              |                                                              |                                                              |                                                              |  |  |                                                                 |                                                                 |                                                                 |                                                                 |                                                                 |                                                                 |  |  |                                                            |                                                            |                                                            |                                                            |                                                            |                                                            |  |  |                                                   |                                                   |                                                   |                                                   |                                                   |                                                   |  |  |                                            |                                            |                                            |                                            |                                            |                                            |  |  |  |  |  |  |  |  |  |  |  |  |  |  |  |  |  |  |  |  |
| |                                         |                                         |                                         |                                         |                                         |  |  | N                                                            | N                                                            | N                                                            | N                                                            | N                                                            | N                                                            |  |  |                                                                 |                                                                 |                                                                 |                                                                 |                                                                 |                                                                 |  |  | Гуннора де Крепон муж: Ричард I (933—996) герцог Нормандии | Гуннора де Крепон муж: Ричард I (933—996) герцог Нормандии | Гуннора де Крепон муж: Ричард I (933—996) герцог Нормандии | Гуннора де Крепон муж: Ричард I (933—996) герцог Нормандии | Гуннора де Крепон муж: Ричард I (933—996) герцог Нормандии | Гуннора де Крепон муж: Ричард I (933—996) герцог Нормандии |  |  |                                                   |                                                   |                                                   |                                                   |                                                   |                                                   |  |  |                                            |                                            |                                            |                                            |                                            |                                            |  |  |  |  |  |  |  |  |  |  |  |  |  |  |  |  |  |  |  |  |
| |                                         |                                         |                                         |                                         |                                         |  |  | N                                                            | N                                                            | N                                                            | N                                                            | N                                                            | N                                                            |  |  |                                                                 |                                                                 |                                                                 |                                                                 |                                                                 |                                                                 |  |  | Гуннора де Крепон муж: Ричард I (933—996) герцог Нормандии | Гуннора де Крепон муж: Ричард I (933—996) герцог Нормандии | Гуннора де Крепон муж: Ричард I (933—996) герцог Нормандии | Гуннора де Крепон муж: Ричард I (933—996) герцог Нормандии | Гуннора де Крепон муж: Ричард I (933—996) герцог Нормандии | Гуннора де Крепон муж: Ричард I (933—996) герцог Нормандии |  |  |                                                   |                                                   |                                                   |                                                   |                                                   |                                                   |  |  |                                            |                                            |                                            |                                            |                                            |                                            |  |  |  |  |  |  |  |  |  |  |  |  |  |  |  |  |  |  |  |  |
| |                                         |                                         |                                         |                                         |                                         |  |  | Ne муж: Тесселин виконт Руана                                | Ne муж: Тесселин виконт Руана                                | Ne муж: Тесселин виконт Руана                                | Ne муж: Тесселин виконт Руана                                | Ne муж: Тесселин виконт Руана                                | Ne муж: Тесселин виконт Руана                                |  |  |                                                                 |                                                                 |                                                                 |                                                                 |                                                                 |                                                                 |  |  | Ричард II (963—1026) герцог Нормандии                      | Ричард II (963—1026) герцог Нормандии                      | Ричард II (963—1026) герцог Нормандии                      | Ричард II (963—1026) герцог Нормандии                      | Ричард II (963—1026) герцог Нормандии                      | Ричард II (963—1026) герцог Нормандии                      |  |  |                                                   |                                                   |                                                   |                                                   |                                                   |                                                   |  |  |                                            |                                            |                                            |                                            |                                            |                                            |  |  |  |  |  |  |  |  |  |  |  |  |  |  |  |  |  |  |  |  |
| |                                         |                                         |                                         |                                         |                                         |  |  | Ne муж: Тесселин виконт Руана                                | Ne муж: Тесселин виконт Руана                                | Ne муж: Тесселин виконт Руана                                | Ne муж: Тесселин виконт Руана                                | Ne муж: Тесселин виконт Руана                                | Ne муж: Тесселин виконт Руана                                |  |  |                                                                 |                                                                 |                                                                 |                                                                 |                                                                 |                                                                 |  |  | Ричард II (963—1026) герцог Нормандии                      | Ричард II (963—1026) герцог Нормандии                      | Ричард II (963—1026) герцог Нормандии                      | Ричард II (963—1026) герцог Нормандии                      | Ричард II (963—1026) герцог Нормандии                      | Ричард II (963—1026) герцог Нормандии                      |  |  |                                                   |                                                   |                                                   |                                                   |                                                   |                                                   |  |  |                                            |                                            |                                            |                                            |                                            |                                            |  |  |  |  |  |  |  |  |  |  |  |  |  |  |  |  |  |  |  |  |
| |                                         |                                         |                                         |                                         |                                         |  |  |                                                              |                                                              |                                                              |                                                              |                                                              |                                                              |  |  |                                                                 |                                                                 |                                                                 |                                                                 |                                                                 |                                                                 |  |  |                                                            |                                                            |                                                            |                                                            |                                                            |                                                            |  |  |                                                   |                                                   |                                                   |                                                   |                                                   |                                                   |  |  |                                            |                                            |                                            |                                            |                                            |                                            |  |  |  |  |  |  |  |  |  |  |  |  |  |  |  |  |  |  |  |  |
| |                                         |                                         |                                         |                                         |                                         |  |  | Беатрис де Васкёй муж: Ральф I де Варенн (упом. в 1035—1050) | Беатрис де Васкёй муж: Ральф I де Варенн (упом. в 1035—1050) | Беатрис де Васкёй муж: Ральф I де Варенн (упом. в 1035—1050) | Беатрис де Васкёй муж: Ральф I де Варенн (упом. в 1035—1050) | Беатрис де Васкёй муж: Ральф I де Варенн (упом. в 1035—1050) | Беатрис де Васкёй муж: Ральф I де Варенн (упом. в 1035—1050) |  |  |                                                                 |                                                                 |                                                                 |                                                                 |                                                                 |                                                                 |  |  | Ричард III (умер в 1027) герцог Нормандии                  | Ричард III (умер в 1027) герцог Нормандии                  | Ричард III (умер в 1027) герцог Нормандии                  | Ричард III (умер в 1027) герцог Нормандии                  | Ричард III (умер в 1027) герцог Нормандии                  | Ричард III (умер в 1027) герцог Нормандии                  |  |  | Роберт Дьявол (ок. 1000—1035) герцог Нормандии    | Роберт Дьявол (ок. 1000—1035) герцог Нормандии    | Роберт Дьявол (ок. 1000—1035) герцог Нормандии    | Роберт Дьявол (ок. 1000—1035) герцог Нормандии    | Роберт Дьявол (ок. 1000—1035) герцог Нормандии    | Роберт Дьявол (ок. 1000—1035) герцог Нормандии    |  |  |                                            |                                            |                                            |                                            |                                            |                                            |  |  |  |  |  |  |  |  |  |  |  |  |  |  |  |  |  |  |  |  |
| |                                         |                                         |                                         |                                         |                                         |  |  | Беатрис де Васкёй муж: Ральф I де Варенн (упом. в 1035—1050) | Беатрис де Васкёй муж: Ральф I де Варенн (упом. в 1035—1050) | Беатрис де Васкёй муж: Ральф I де Варенн (упом. в 1035—1050) | Беатрис де Васкёй муж: Ральф I де Варенн (упом. в 1035—1050) | Беатрис де Васкёй муж: Ральф I де Варенн (упом. в 1035—1050) | Беатрис де Васкёй муж: Ральф I де Варенн (упом. в 1035—1050) |  |  |                                                                 |                                                                 |                                                                 |                                                                 |                                                                 |                                                                 |  |  | Ричард III (умер в 1027) герцог Нормандии                  | Ричард III (умер в 1027) герцог Нормандии                  | Ричард III (умер в 1027) герцог Нормандии                  | Ричард III (умер в 1027) герцог Нормандии                  | Ричард III (умер в 1027) герцог Нормандии                  | Ричард III (умер в 1027) герцог Нормандии                  |  |  | Роберт Дьявол (ок. 1000—1035) герцог Нормандии    | Роберт Дьявол (ок. 1000—1035) герцог Нормандии    | Роберт Дьявол (ок. 1000—1035) герцог Нормандии    | Роберт Дьявол (ок. 1000—1035) герцог Нормандии    | Роберт Дьявол (ок. 1000—1035) герцог Нормандии    | Роберт Дьявол (ок. 1000—1035) герцог Нормандии    |  |  |                                            |                                            |                                            |                                            |                                            |                                            |  |  |  |  |  |  |  |  |  |  |  |  |  |  |  |  |  |  |  |  |
| |                                         |                                         |                                         |                                         |                                         |  |  |                                                              |                                                              |                                                              |                                                              |                                                              |                                                              |  |  |                                                                 |                                                                 |                                                                 |                                                                 |                                                                 |                                                                 |  |  |                                                            |                                                            |                                                            |                                                            |                                                            |                                                            |  |  |                                                   |                                                   |                                                   |                                                   |                                                   |                                                   |  |  |                                            |                                            |                                            |                                            |                                            |                                            |  |  |  |  |  |  |  |  |  |  |  |  |  |  |  |  |  |  |  |  |
| Ральф II де Варенн (упом. в 1053—1074) | Ральф II де Варенн (упом. в 1053—1074)  | Ральф II де Варенн (упом. в 1053—1074)  | Ральф II де Варенн (упом. в 1053—1074)  | Ральф II де Варенн (упом. в 1053—1074)  | Ральф II де Варенн (упом. в 1053—1074)  |  |  |                                                              |                                                              |                                                              |                                                              |                                                              |                                                              |  |  | Роджер де Мортемер (умер около 1080) сеньор де Сен-Виктор-ан-Ко | Роджер де Мортемер (умер около 1080) сеньор де Сен-Виктор-ан-Ко | Роджер де Мортемер (умер около 1080) сеньор де Сен-Виктор-ан-Ко | Роджер де Мортемер (умер около 1080) сеньор де Сен-Виктор-ан-Ко | Роджер де Мортемер (умер около 1080) сеньор де Сен-Виктор-ан-Ко | Роджер де Мортемер (умер около 1080) сеньор де Сен-Виктор-ан-Ко |  |  |                                                            |                                                            |                                                            |                                                            |                                                            |                                                            |  |  | Вильгельм I Завоеватель (1035—1087) король Англии | Вильгельм I Завоеватель (1035—1087) король Англии | Вильгельм I Завоеватель (1035—1087) король Англии | Вильгельм I Завоеватель (1035—1087) король Англии | Вильгельм I Завоеватель (1035—1087) король Англии | Вильгельм I Завоеватель (1035—1087) король Англии |  |  |                                            |                                            |                                            |                                            |                                            |                                            |  |  |  |  |  |  |  |  |  |  |  |  |  |  |  |  |  |  |  |  |
| Ральф II де Варенн (упом. в 1053—1074) | Ральф II де Варенн (упом. в 1053—1074)  | Ральф II де Варенн (упом. в 1053—1074)  | Ральф II де Варенн (упом. в 1053—1074)  | Ральф II де Варенн (упом. в 1053—1074)  | Ральф II де Варенн (упом. в 1053—1074)  |  |  |                                                              |                                                              |                                                              |                                                              |                                                              |                                                              |  |  | Роджер де Мортемер (умер около 1080) сеньор де Сен-Виктор-ан-Ко | Роджер де Мортемер (умер около 1080) сеньор де Сен-Виктор-ан-Ко | Роджер де Мортемер (умер около 1080) сеньор де Сен-Виктор-ан-Ко | Роджер де Мортемер (умер около 1080) сеньор де Сен-Виктор-ан-Ко | Роджер де Мортемер (умер около 1080) сеньор де Сен-Виктор-ан-Ко | Роджер де Мортемер (умер около 1080) сеньор де Сен-Виктор-ан-Ко |  |  |                                                            |                                                            |                                                            |                                                            |                                                            |                                                            |  |  | Вильгельм I Завоеватель (1035—1087) король Англии | Вильгельм I Завоеватель (1035—1087) король Англии | Вильгельм I Завоеватель (1035—1087) король Англии | Вильгельм I Завоеватель (1035—1087) король Англии | Вильгельм I Завоеватель (1035—1087) король Англии | Вильгельм I Завоеватель (1035—1087) король Англии |  |  |                                            |                                            |                                            |                                            |                                            |                                            |  |  |  |  |  |  |  |  |  |  |  |  |  |  |  |  |  |  |  |  |
| |                                         |                                         |                                         |                                         |                                         |  |  |                                                              |                                                              |                                                              |                                                              |                                                              |                                                              |  |  |                                                                 |                                                                 |                                                                 |                                                                 |                                                                 |                                                                 |  |  |                                                            |                                                            |                                                            |                                                            |                                                            |                                                            |  |  |                                                   |                                                   |                                                   |                                                   |                                                   |                                                   |  |  |                                            |                                            |                                            |                                            |                                            |                                            |  |  |  |  |  |  |  |  |  |  |  |  |  |  |  |  |  |  |  |  |
| Ральф III де Варенн (упом. в 1059—1074) | Ральф III де Варенн (упом. в 1059—1074) | Ральф III де Варенн (упом. в 1059—1074) | Ральф III де Варенн (упом. в 1059—1074) | Ральф III де Варенн (упом. в 1059—1074) | Ральф III де Варенн (упом. в 1059—1074) |  |  | Уильям I де Варенн (умер в 1088) 1-й граф Суррей             | Уильям I де Варенн (умер в 1088) 1-й граф Суррей             | Уильям I де Варенн (умер в 1088) 1-й граф Суррей             | Уильям I де Варенн (умер в 1088) 1-й граф Суррей             | Уильям I де Варенн (умер в 1088) 1-й граф Суррей             | Уильям I де Варенн (умер в 1088) 1-й граф Суррей             |  |  | Ральф де Мортимер (умер после 1115) барон Вигмор                | Ральф де Мортимер (умер после 1115) барон Вигмор                | Ральф де Мортимер (умер после 1115) барон Вигмор                | Ральф де Мортимер (умер после 1115) барон Вигмор                | Ральф де Мортимер (умер после 1115) барон Вигмор                | Ральф де Мортимер (умер после 1115) барон Вигмор                |  |  | Роберт Куртгёз (ок. 1054—1134) герцог Нормандии            | Роберт Куртгёз (ок. 1054—1134) герцог Нормандии            | Роберт Куртгёз (ок. 1054—1134) герцог Нормандии            | Роберт Куртгёз (ок. 1054—1134) герцог Нормандии            | Роберт Куртгёз (ок. 1054—1134) герцог Нормандии            | Роберт Куртгёз (ок. 1054—1134) герцог Нормандии            |  |  | Вильгельм II Рыжий (умер в 1100) король Англии    | Вильгельм II Рыжий (умер в 1100) король Англии    | Вильгельм II Рыжий (умер в 1100) король Англии    | Вильгельм II Рыжий (умер в 1100) король Англии    | Вильгельм II Рыжий (умер в 1100) король Англии    | Вильгельм II Рыжий (умер в 1100) король Англии    |  |  | Генрих I Боклерк (1068—1135) король Англии | Генрих I Боклерк (1068—1135) король Англии | Генрих I Боклерк (1068—1135) король Англии | Генрих I Боклерк (1068—1135) король Англии | Генрих I Боклерк (1068—1135) король Англии | Генрих I Боклерк (1068—1135) король Англии |  |  |  |  |  |  |  |  |  |  |  |  |  |  |  |  |  |  |  |  |

## Ранние годы
Год рождения Уильяма неизвестен. В середине 1050-х годов он считался достаточно молодым, поэтому его рождение относят к концу 1020-х или началу 1030-х годов. Несмотря на родство с герцогом Нормандии Вильгельмом Завоевателем, своим положением Уильям обязан по большей части личным качествам, а не родственными связями или унаследованному богатству. При этом основным наследником отцовских владений был Родульф II, старший брат Уильяма. Судя по всему, у него было потомство: к началу XIII века владения Вареннов в Нормандии перешли, вероятно, посредством брака, к баронам д’Эсневаль.
К середине 1050-х годов Уильям, несмотря на молодость, считался достаточно способным и опытным военачальником, чтобы получить совместное командование нормандской армией. Впервые он появляется в источниках во время Мортемерской кампании 1054 года в качестве одного из военачальников армии, которой командовал Роберт д’Э. Она разгромила французов под Мортемером, а юный военачальник в качестве награды получил участок земли, конфискованной у его попавшего в опалу родственника Роджера I де Мортимера. Хотя позже ряд земель были возвращены Мортимерам, Уильям сохранил важные замки Мортемер и Бельянкомбр. Последний, располагавшийся менее чем в дне пути от Варенна, стал главной резиденцией Уильяма в Нормандии. Примерно в это же время Уильям был дополнительно вознаграждён землями, конфискованными в 1053 году у Гильома д’Арка, графа Талу.
В дальнейшем Уильям пользовался неизменным доверием герцога Вильгельма, что позволяло ему в течение последующих двух десятилетий оставаться в авангарде нормандских дел. И, когда герцог в 1066 году стал планировать вторжение в Англию, одним из тех, с кем он советовался, был Варенн.

## Нормандское завоевание Англии

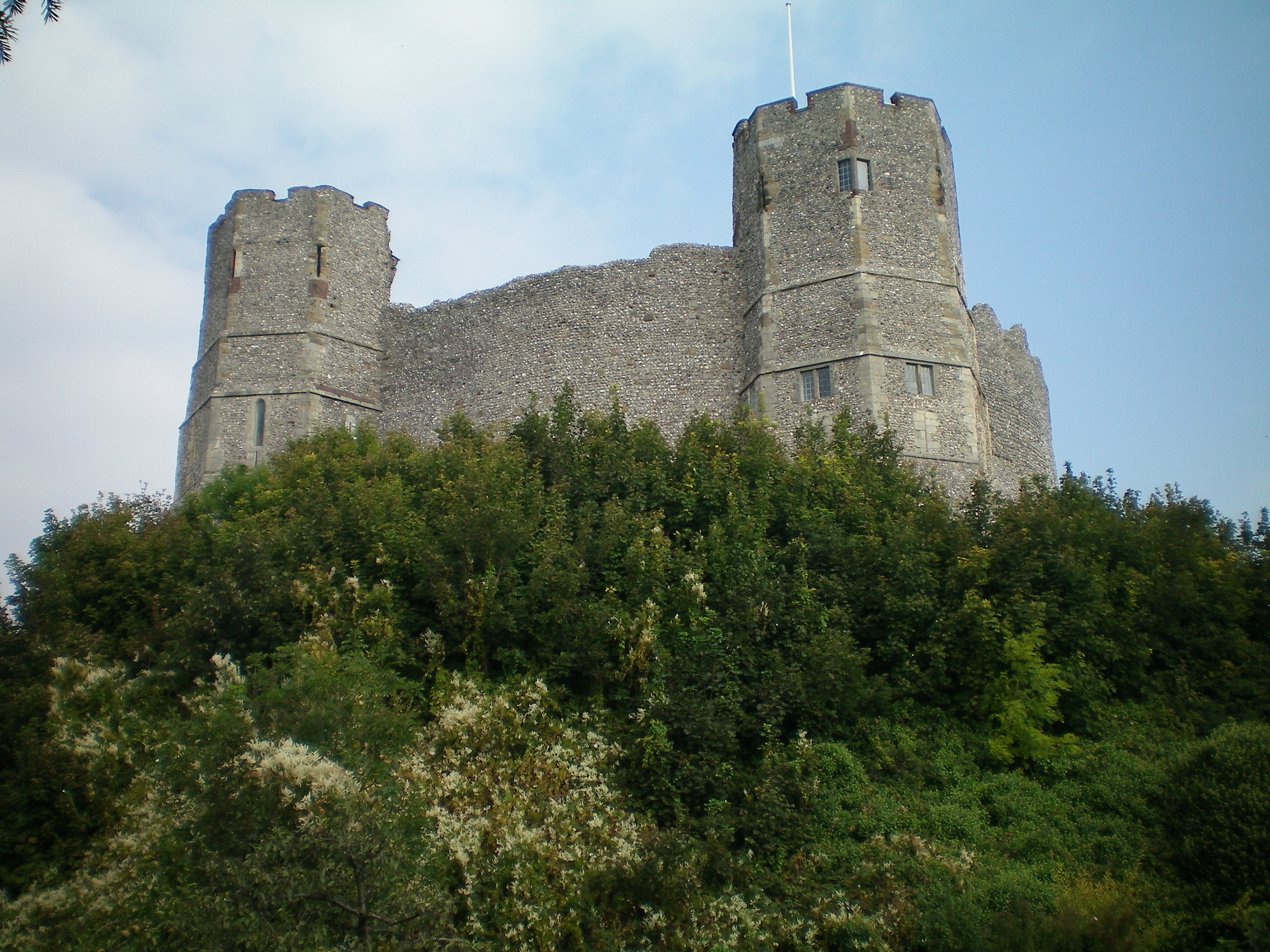
Замок Льюис, возведённый Вильгельмом де Варенном

В 1066 году Уильям принял участие в военной кампании герцога Вильгельма, закончившейся завоеванием Англии. При этом он является одним из немногих норманнов, об участии которых в битве при Гастинсе известно достоверно. Когда в 1067 году ставший английским королём Вильгельм вернулся в Нормандию, он оставил управлять завоёванным королевством совет из 4 человек, в состав которого вошёл и Уильям. В течение последующих 20 лет он продолжал играть важную роль в качестве военачальника, из-за чего исследователи делают вывод, что тот обладал таким же крепким телосложением, что и король.
Когда в 1075 году восстали трое северных графов (граф Нортумбрии Вальтеоф, граф Восточной Англии Ральф де Гоэль и граф Херефорд Роджер), король велел подавить его Уильяму де Варенну и Ричарду Фиц-Гилберту. Ордерик Виталий ретроспективно называет их «главными юстициариями» (лат. precipui justiciarii). Военачальники сначала потребовали от мятежного графа явиться к королевскому двору, чтобы ответить за акт о непоминовении, а затем собрали армию, разгромившую Ральфа в битве при «Фогадуне» на юге Кембриджшира (возможно, Бичемуэл) в Норфолке). Захваченным мятежникам отрезали правую ногу. Сам Ральф, несмотря на преследование, смог бежать и уплыл из Англии. Затем был осаждён Норвич, где находилась жена Ральфа, Эмма. Осада продолжалась 3 месяца, после чего гарнизон сдался при условии, что Эмме будет дозволено покинуть Англию со всеми, кто захочет её сопровождать.
В начале 1080-х годов Уильям принимал участие в военной кампании в Мэне.
За свою поддержку Вильгельм получил от короля суссексский рейп Льюис, один из основных элементов в оборонительной системе юго-восточного побережья, а также земельные лены в других двенадцати английских графствах. Наиболее важными из них были владения в Норфолке и Йоркшире, где Вильгельм де Варенн возвёл замки Касл-Акр и Конисбро в виде классических ранненормандских укреплений типа «motte-and-bailey». Кроме того, Вильгельм построил замок в Льюисе, прекрасно сохранившийся до настоящего времени. К концу жизни, как свидетельствует «Книга страшного суда», Вильгельм де Варенн был одним из наиболее богатых англонормандских аристократов.

## Смерть и наследство
На протяжении всей своей жизни Варенн сохранял лояльность королю Вильгельму Завоевателю и его сыну. В 1088 году он участвовал в подавлении восстания баронов против Вильгельма II, за что получил титул графа Суррея, хотя не имел никаких владений в этом графстве. Однако из-за ран, полученных во время боёв с мятежниками, Варенн вскоре после этого скончался.
Уже при Вильгельме де Варенне, 1-м графе Суррее, дом де Варенн являлся одним из самых могущественных, знатных и богатых англо-нормандских дворянских родов.
Уильям был четвёртым по богатству феодалом в Англии и самым богатым из английских магнатов, не происходивших из королевской семьи. По оценке сайта MSN.com он занимает 18 место из 20 самых богатых людей за всю историю: стоимость его собственности, перечисляемой в «Книге страшного суда», эквивалента 146 миллиардам долларов (105 миллиардов фунтов) в пересчёте на современные деньги.

## Брак и дети
Жена: с около 1070 Гундреда (ум. 1085), ранее считалась дочерью (возможно, незаконнорождённой) Вильгельма Завоевателя, в настоящее время эта версия отвергнута. Их дети:
- - Вильгельм де Варенн (ум. 1138), 2-й граф Суррей[20];
  - Эдита де Варенн, жена Жеро де Гурне, сеньора де Гурне-ан-Брей
  - Рейнольд де Варенн (ум. до 1118).
- (после 1085) сестра нормандского рыцаря Ричарда Гуэ